# Метула
Метула (ивр. מְטוּלָה‎, также מְטֻלָּה) — местный совет и населённый пункт Израиля, находится в Верхней Галилее — это самый северный город страны.
Метула расположена на высоте 530 метров над уровнем моря, в 7 километрах к северу от Кирьят-Шмоны, между хребтом Нафтали на западе, горой Хермон на востоке, долиной Хула на юге и долиной Аюн на севере.

## История
Поселение основано в 1896 году на землях, купленных у друзов бароном Ротшильдом. 

## Население
По данным Центрального статистического бюро Израиля, население на начало 2020 года составляло 1 615 человек.

## Главы местного совета

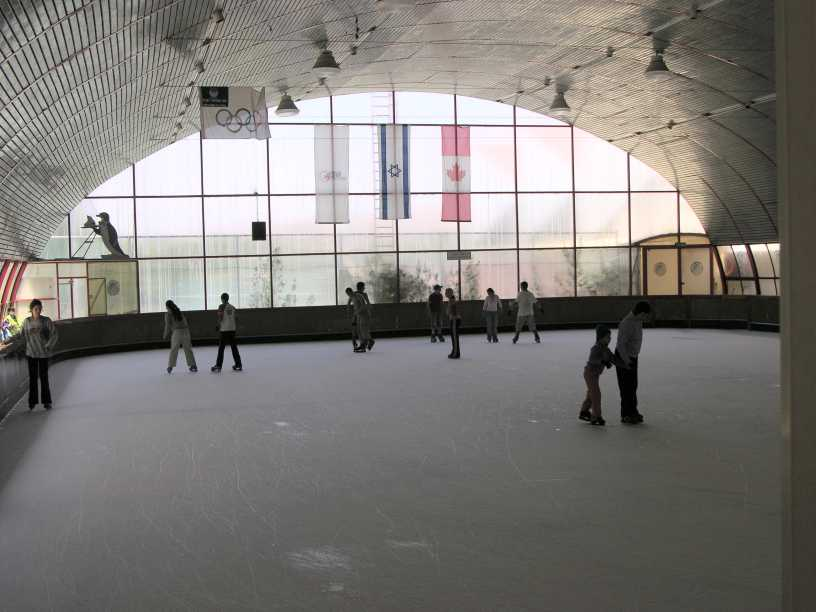
Канада-Центр

- 1978—1998: Иосиф Гольдберг